# Provincia Burdur
Provincia Burdur este o provincie a Turciei cu o suprafață de 6,887 km², localizată în partea de sud-vest a țării.

## Districte
Adana este divizată în 11 districte (capitala districtului este subliniată):
- Ağlasun
- Altınyayla
- Bucak
- Burdur
- Çavdır
- Çeltikçi
- Gölhisar
- Karamanlı
- Kemer
- Tefenni
- Yeșilova